# Čukči
Čukči ali tudi Čukši in Čukoti, (izvirno ime Luoravetlan, možje ali Tusfa, bratje ali zavezniki), »severno jelenji ljudje« (čauču) so ljudstvo mongolidne rase, ki naseljuje najbolj severovzhodne predele Sibirije (Čukotka, Čukotski polotok) na obalah Severnega Ledenega morja in Beringovega morja. Izvirajo iz ljudstev, ki živijo okrog Ohotskega morja.

## Življenjski prostor
Čukči so naseljeni v majhnih skupinah vzdolž arktične obale med Beringovim prelivom in reko Kolimo in potujejo v notranjost celine skozi Anadirsko kotlino. Čeprav njihovo ozemlje obsega okoli 780.000 km², ocenjujejo njihovo število na 13 tisoč (ocena za 1. januar 2001) do 15.100. Čukči govorijo čukotski (ali tudi čukčevski) jezik. Veliko Čukčev se je naselilo tudi na Kamčatko.

## Značilnosti
Najprej so jih natančno proučevali člani Nordenskjöldove odprave v letih od 1878-79. Opisali so jih kot visoke, vitke z nekaj nesorazmernimi potezami, zato jih je de Quatrefages označil kot belce. Včasih njihovo zunanjost pomešajo zaradi prisotnosti resničnih Eskimov na ozemlju Čukčev. Značilni Čukč je okrogloglav in se tako razlikuje od dolgoglavega Eskima. Glava ima široke, ravne poteze in visoke ličnice. Nos je velikokrat tako potisnjen med nabuhle ličnice, da bi lahko na obraz prislonili ravnilo, ki se ga sploh ne bi dotaknil. Ustnice imajo debele, čelo pa nizko. Lasje so grobi, gladki in črni. Telesne sposobnosti so dobro razvite, čeprav je telo včasih manj gibljivo.
Domnevali so, da so se preselili z juga, mogoče iz Amurjeve kotline. Ob svojih arktičnih domovih so dolgo časa bojevali boj z Onkiloni (Ang-kali), domačini, se postopoma stapljali s preživetimi in se mešali z manjštevičnejšimi Korjaki in Eskimi Čuklukmuiti, naseljenimi na azijski strani Beringovega preliva. Zaradi svojih rasnih značilnosti predstavljajo etnološko povezavo med Mongoli Srednje Azije in prvotnimi ameriškimi ljudstvi Amerike. Nekateri jih povezujejo z Eskimi, ker verjamejo, da govorijo eskimsko narečje. Vendar je takšna povezava enaka trgovinskemu žargonu, povezave eskimščine, čukotščine, korjaščine, angleščine ali celo havajščine. Resnični jezik Čukčev, katerega tisoče besed je zbrala Nordenskjöldova odprava, se razlikuje od eskimskega in je soroden jeziku Korjakov. Nordenskjöld je povzel njihov izvor z opombo, da to ljudstvo naseljeno na prvobitni poti med Starim in Novim svetom, nosi nezbrisljiv pečat srednjeazijskih Mongolov ter ameriških Eskimov in Indijancev.
Čukči se delijo na ribiške Čukče, ki so naselili področja ob obali in severno jelenje Čukče, ki so nomadi. Zadnji gojijo severne jelene (črede štejejo tudi več kot 10.000 glav), živijo od mesa in mleka, življenje si dobro organizirajo. Črede z manj kot 100 glavami so imeli 'reveži'. Ribiški Čukči so revnejši in od svojega sorodnega ljudstva izprosijo kože za izdelavo šotorov in oblek. Čukči so bili nekdaj bojeviti in so se učinkovito upirali Rusom. Danes pa so eni najmirnejših ljudstev, se ljubeznivo obnašajo, v družinskem življenju so ljubeči z dobrim smislom za šalo. Vendar se s svojo blagostjo ne branijo ubijati starejših in slabotnih.

## Verovanja in navade
Verjamejo v prihodnja življenja, ampak samo za tiste, ki umrejo nasilne smrti. Zato velja umor sina svojih staršev ali nečaka svojega strica kot dejanje sinovskega spoštovanja. Ta običaj je znan kot kamitok. S tem v zvezi je Harry de Windt v delu Skozi zlata polja Aljaske do Beringovega preliva (Through the Gold Fields of Alaska to Bering Strait), 1898 zapisal: »Ta ki čaka svoj konec, sodeluje pri postopkih in velikokrat pomaga pri pripravah na lastno smrt. Usmrtitev se vedno začne z gostijo, kjer pojedo veliko tjulnjevega in mrožjega mesa, in popijejo veliko viskija, dokler niso vsi opiti. Neprisiljen izbruh petja in pridušeno bobnenje bobnov iz mrožjih kož naznanita usodni trenutek. Ob danem znaku sorodniki in prijatelji tvorijo obroč, drugi prebivalci pa opazujejo iz ozadja. Krvnik, ki je po navadi žrvin sin ali brat, stopi naprej, postavi svoje desno nogo za hrbet obtoženega in ga počasi zadavi z mrožjim jermenom. Kamitok so izvedli v zadnjem delu našega bivanja.«
Čukči so v osnovi kristjani, vendar žrtvujejo živali za nadnaravna bitja rek in gora, ukvarjajo pa se tudi s šamanizmom. So nepopisno umazani. So mnogoženski, vendar lepo ravnajo z ženskami. Otroke še posebej razvajajo. Zaradi mrazu so zelo zaviti, zato so jih opisali kot velikanske žoge. Svojih rok zaradi obsega kožuhov ne morejo stegovati. Ženske Čukčev se velikokrat tetovirajo z dvema črnomodrima izbočenima črtama od oči do brade. Od osvojitve krščanstva so njihovi možje včasih na svojih bradah nosili latinske križe. Svoje mrtve Čukči zažigajo ali pa jih na odrih pustijo požreti krokarjem.

## Posebnosti
Čukči so vzgojili delovno in vlečno pasmo psov sibirskih haskijeve (čukš), ki so jo po letu 1930 prek ZDA in Kanade razširili praktično po celem svetu. Včasih napačno navajajo, da so jih vzgojili Inuiti.
Med Rusi so razširjeni stereotipi o zaostalosti Čukčev. Zgled za to je šala, ki pravi, da se je nekoč neki Rus pripeljal z avtom v vas Čukčev. Ker vaščani še nikoli niso videli takšnega prevoznega sredstva, so ga vprašali kaj naj bi to bilo. Pa jim je pojasnil. Starejši Čukč je zgrabil za izpušno cev in dejal: »moški je«.
Glej Harry de Windt, Skozi zlata polja Aljaske do Beringovega preliva (Through the Gold Fields of Alaska to Bering Strait) (1898); Dittmar, »Über die Koriaken u. ihnen nähe verwandten Tchouktchen,« v But. Acad. Sc. (Petrograd), xii. s. 99; Hooper, 10 mesecev med šotori Tuskov (Ten Months among the Tents of the Tuski); W. H. Dali, Prispevki k etnologiji Severne Amerike (Contributions to North American Ethnology), i. knjiga (1877).